# Couret
Couret (em occitano:  Coreth) é uma comuna francesa na região administrativa da Occitânia, no departamento do Alto Garona. Estende-se por uma área de 4.34 km², com 236 habitantes, segundo o censo de 2018, com uma densidade de 54 hab/km².